# 岳钟琪
岳鍾琪（1686年11月8日—1754年4月2日），字東美，號容齋，諡襄勤，籍貫凉州府庄浪厅永泰营（今白银市景泰县），清代康熙、雍正、乾隆時期將領，累官拜川陝總督，爵封三等威信公，屢平邊地叛變。乾隆皇帝稱其為「三朝武臣巨擘」。其著有《姜園集》、《蛩吟集》等，其祖上世居凉州镇总兵管辖的永泰营。

## 生平
康熙二十五年九月二十三日（1686年11月8日）生于凉州府庄浪厅永泰营。傳為岳飛二十一世孫，出生於武將世家，其父岳升龍為康熙朝的議政大臣，四川提督，當年隨康熙皇帝西征噶爾丹，頗有建功，康熙帝曾賜予匾聯“太平時節本無戰，上將功勳在止戈”。
其叔父岳登龙，官至凉州镇总兵，其家族世居于凉州府。岳鍾琪受到父親、叔父栽培，自幼熟讀兵法，習武學射。岳鍾琪20歲從軍開始戎馬生涯，由捐納同知改為武官，被任命為四川永寧協副將。

### 進兵西藏 招撫青海
康熙五十八年（1719年）岳鍾琪33歲，其年準噶爾汗策妄阿拉布坦出兵襲擊西藏，康熙帝令十四皇子胤禵為大將軍，延信為平逆將軍，噶爾弼為定西將軍，岳鍾琪為先鋒，進行征討。岳鍾琪率軍日夜兼行，其間曾經領六百人招撫裏塘、巴塘，當地長官達哇蘭不從，岳鍾琪於是將其拘捕並斬首於軍前，乘勢除去反抗分子3000餘人。此舉的威懾效果使其他各部相繼獻戶籍請降，兩地的民變因此平息。
康熙五十九年（1720年）噶爾弼令岳鍾琪帶4000人為前鋒先行到達昌都待命。岳鍾琪到達後獲悉敵軍已調集部隊扼守三巴橋，阻擊清軍西進。昌都與敵軍駐地洛隆距離600里，中間隔著天險怒江，是為入藏第一險，敵軍如果斷掉三巴橋，則清兵難以入藏。岳鍾琪當下決定「宜乘敵未集而先發制之」，遂令懂当地话的士兵30餘人，穿著当地人服飾抄小道迅速地抵達洛隆，向該地土司出示密檄，命其協助緝捕叛亂份子。當夜就擒獲五人，就地正法，敵軍震驚。於是岳鍾琪借勢招撫六個部落，民人萬戶，為進軍拉薩鋪平道路。戰事結束後岳鍾琪還師四川，獲朝廷授左都督，四川都督，賜孔雀翎。
雍正元年（1723年）37歲的岳鍾琪奉命撫定青海。當時的撫遠大將軍年羹堯奏請皇上，要求岳鍾琪隨軍出發。岳鍾琪率6000精兵經過雪帶區域，克服了高山症嚴重缺氧的症狀，一路西行招撫了上寺東策卜，下寺東策卜，南川塞外郭密九等諸番部。翌年朝廷授岳鍾琪為“奮威將軍”，繼續進軍青海，成功收復被和硕特佔領的青海地區六十萬平方華里的領土。青海事畢，雍正帝授岳鍾琪三等威信公，賜黃帶及御制五言律詩二首，又命岳鍾琪為甘肅提督兼甘肅巡撫。

### 招忌被貶
雍正五年（1727年）有言成都訛言鍾琪將反。雍正帝對此諭旨曰：「數年以來，讒鍾琪者不止謗書一篋，甚且謂鍾琪為岳飛後裔，欲報宋、金之仇。鍾琪懋著勳著，朕故任以要地，付之重兵，川陝軍民尊君親上，眾共聞之。今此造謠之人，不但謗大臣，並誣川陝軍民以大逆。命巡撫黃炳，提督黃廷桂嚴加查訪」。不久，查到此湖廣人盧宗寄居四川，因私事造蜚語，無主使者，論斬。
雍正六年（1728年）湖南漢人曾靜聽聞其事後，派門人張熙致信岳鍾琪，勸其反清叛亂。岳鍾琪假裝同意，騙出口供，反過來抓捕二人，引發呂留良案。事後雍正帝褒獎岳鍾琪忠心，並由於軍事需要，仍舊對他委以重任，加封寧遠大將軍，少保，責令進擊準噶爾部的入侵。
雍正九年（1731年），雍正帝指責岳鍾琪征討準噶爾不力，使準噶爾進犯哈密。大學士鄂爾泰對岳鍾琪落井下石，參劾他：「專制邊疆，智不能料敵，勇不能殲敵」。副將軍張廣泗則參劾他：「調兵籌餉，統馭將士種種失宜」。結果岳鍾琪因“誤國負恩”罪名被削爵免官，交兵部拘禁。
雍正十一年（1733年），大將軍查郎阿又上奏控告岳鍾琪“驕蹇不法”，同時參劾其部屬張元佐疏防，要求將其降級。
雍正十二年（1734年），當時大學士紛紛送出：『奏擬岳鍾琪斬立決』的折子。而執掌帥印後下場慘淡的在當朝已有先例，例如年羹堯、紀成斌、曹勷都是曾立戰功的將領，但因在科舍圖之役上失利分別以疏防和戰敗為由遭到斬首。
然而雍正帝在再三思量後決定“筆下留人”，在大學士的折子上改為斬监候（把死刑改為緩期，猶如現代的死緩），因此將岳鍾琪收監。
乾隆二年（1737年），乾隆帝上位後，岳鍾琪和傅尔丹貶為庶人，回凉州府庄浪厅永泰营。

### 應召復出
乾隆十三年（1748年）三月，由於大金川叛亂而清廷出兵多時未果，乾隆帝想到岳鍾琪，先授予他總兵之銜，後改授四川提督，其時岳鍾琪已屆六十二歲。
乾隆十四年正月，岳鍾琪隨經略大學士傅恆參與平定大金川土司之戰，連續攻占康八達、塔高等山頭，之後長驅直入，叛亂酋長莎羅奔勒烏圍（今四川金川县東）大營，莎羅奔以前跟隨過岳鍾琪平西藏，討青海，因而懼於岳鍾琪，只好乞降。投降後，清廷保持其土司的任命。三月，恢復爵位，子孫降等世襲。
乾隆十五年（1750年），西藏珠爾默特那木札勒叛亂，時年64歲的岳鍾琪奉命出兵康定，會同總督策楞，結果成功討平叛亂。乾隆十九年三月初十日（1754年4月2日），岳鍾琪抱重病出征鎮壓陳琨時，病卒四川資州（今四川資中），時年六十八歲，乾隆帝賜諡“襄勤”，归葬景泰县永泰故城岳家坟。

## 延伸阅读
[在维基数据编辑]
 《清史稿/卷296》，出自趙爾巽《清史稿》

### 引用
1. ↑  档号：15-02-001-000153-0017

题名：甘肃凉州镇属永泰营把总马得功事迹履历清册

责任者A：马得功

官职爵位A：甘肃凉州镇属永泰营把总

原纪年：光绪二十八年七月
2. ↑  档号：15-02-001-000519-0014

题名：凉州镇红水营三眼井营永泰营官兵马匹支过光绪二十七年份俸薪饷乾粮料草折等项银两奏销细数清册

责任者A：何福官职爵位A：甘肃布政使

原纪年：光绪二十八年十二月
3. ↑  《清史稿．列傳 ,296卷》
4. ↑  “文獻叢編”第2輯“張倬投書岳鍾琪案”
5. ↑  《清史稿》卷二百九十六 列传八十三